# Bachdjerrah
 (octobre 2010).
Si vous disposez d'ouvrages ou d'articles de référence ou si vous connaissez des sites web de qualité traitant du thème abordé ici, merci de compléter l'article en donnant les références utiles à sa vérifiabilité et en les liant à la section « Notes et références ».
Bachdjerah est une commune résidentielle de la wilaya d'Alger en Algérie, située dans la proche banlieue sud-est d'Alger.

## Géographie

### Situation
Bachdjerrah est située à 7 km au sud-est d'Alger.
| El Magharia | El Magharia | El Magharia |
| Kouba       | Bachdjerrah | El Harrach  |
| Kouba       | Bourouba    | Bourouba    |

### Urbanisme
C'est une petite commune composée de cités « dortoirs » construites successivement depuis le plan de Constantine de la fin des années 1950 sur les contreforts du Sahel algérois.
La commune est constituée par les quartiers Cité 488 logs, cité Djenane El Mabrouk et plusieurs ensembles que sont Haï El Badr, Les Palmiers, cité Diar El Djemaa, la créssonniére, Cité 20 août (ex-cité évolutive), Cité Musulmane (ex-Gregory), cité Haouch Hadda ainsi que le quartier de Oued Ouchayah (juste au-dessus du tunnel autoroutier qui relie la rocade nord à la rocade sud d'Alger). On y trouve la Glacière l'un des quartiers historiques de la ville. On y trouve aussi d'autres quartiers qui sont Cité Bachdjerrah 3 et Tifrit Lahlou.
|  |  |

La commune possède un bois de 5 hectares, la forêt de Bachdjerrah.

## Histoire
Situé dans l'arrière-pays d'Hussein Dey et El Harrach, ce territoire escarpé a été urbanisé à partir des années 1950 et après l'indépendance pour y loger des populations arrivées avec l'exode rural d'où sa composition sociologique typique des quartiers populaires et populeux. On y a aussi relogé les familles de la Casbah d'Alger dont les logements se sont effondrés
La commune est issue du découpage administratif de 1984 : son territoire a été distrait des communes d'Hussein Dey et d'El Harrach.h

## Démographie
| 1987    | 1998   | 2008   |
| ------- | ------ | ------ |
| 105 998 | 90 073 | 93 289 |

## Toponymie
Le nom de Bachdjerrah (écrit aussi Badjarrah) est issu de l'agglutination du terme turc bach, un titre honorifique, et de l'arabe djerah, signifiant « chirurgien ». Bachdjerah se rapporte donc au chirurgien en chef ou maître-chirurgien.

## Économie

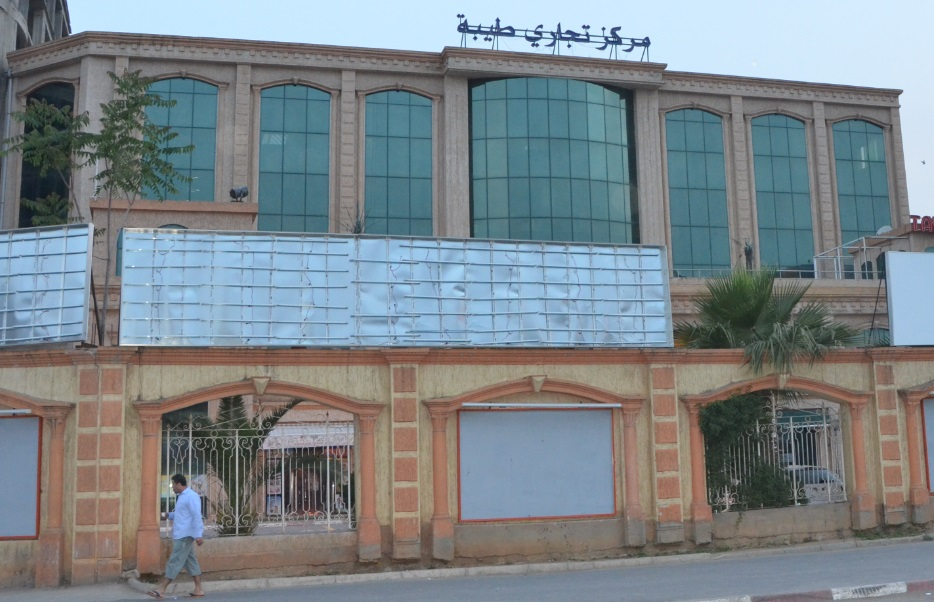
Centre commercial Taiba de Bachdjerrah.

- Ateliers de maintenance du Métro d'Alger
- Usine Michelin
- Siège de la SETRAM, société de gestion des Tramways d'Algérie

Il existe trois grands centres commerciaux, Taiba, Chawi et Hamza

## Religion

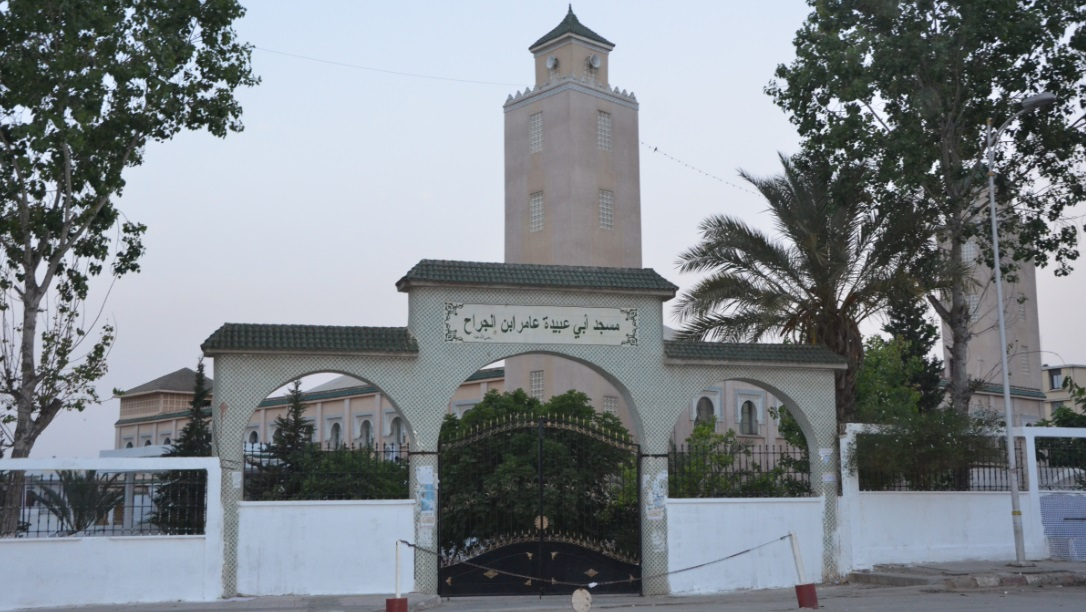
Mosquée Abi Obeida de Bachdjerrah.

La commune abrite une grande mosquée non loin de la mairie, la mosquée Abi Obeida Amer Ibn Djarrah.

## Éducation

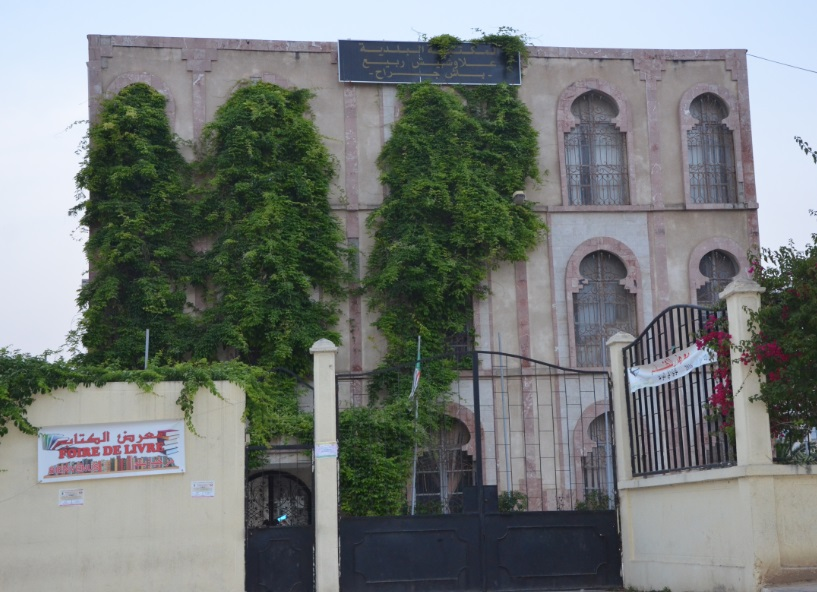
Bibliothèque municipale de Bachdjerrah.

On trouve à Bachdjerrah de nombreux établissements scolaires de renommée qui ont vu naître de grandes figures algériennes[Lesquelles ?]. Le nombre d'écoles primaires de la commune est de 26 établissements, les collèges (CEM) sont au nombre de 10 et les lycées sont au nombre de deux.
- 10 collèges d'enseignement moyen publics (CEM)

- CEM Mustapha Ouagnouni
- CEM Cheikh Naim Naimi
- CEM 17 Octobre 1961
- CEM Mohamed Chebaiki
- CEM Mohamed Merdjani
- CEM Mustapha Cherchali
- CEM 1er Novembre 1954
- CEM Oussama Ben Zaid
- CEM Hassen Ben Thabet
- CEM Selma Mrizek

2 Lycées publics
- Lycée Mohamed  Ameziane Ben El Haddad
- Lycée Mohamed Mennaoui

## Sports

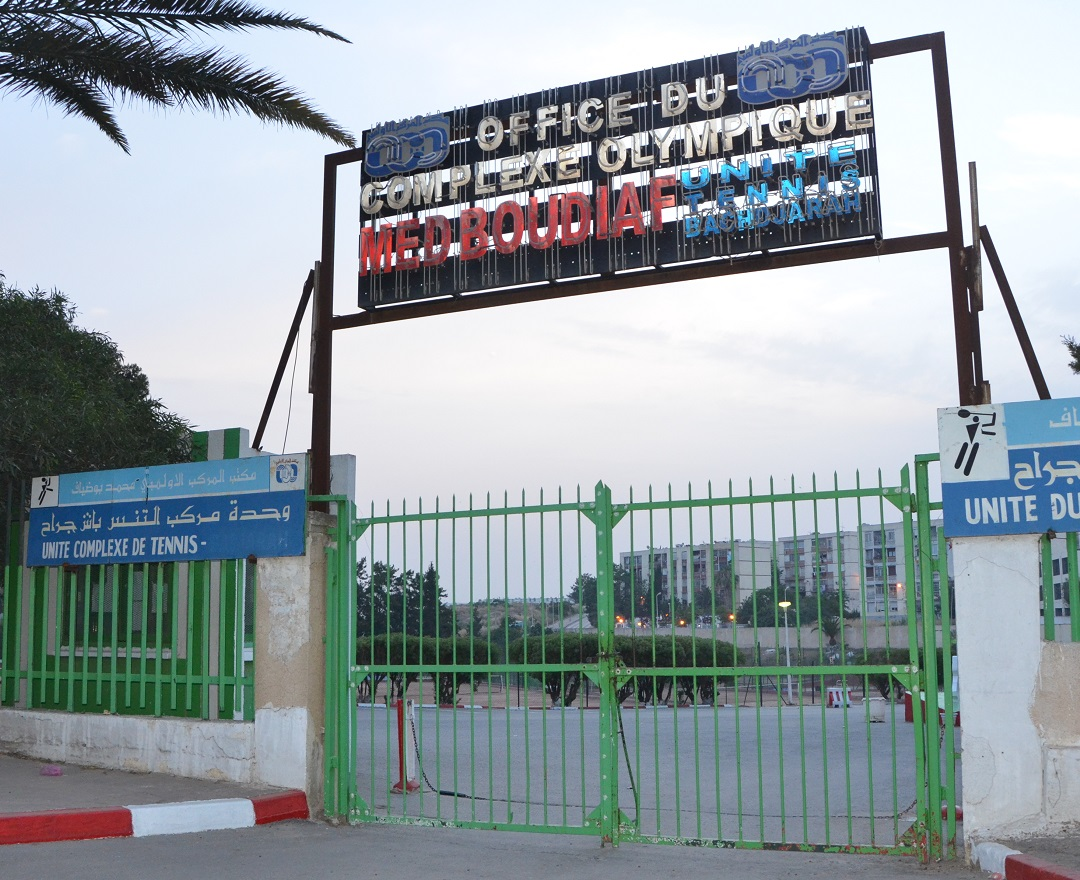
Tennis Club de Bachdjerrah.

- Le club de football de la commune est le Chabab Riadhi Baladiat Bachdjarah CRBB (bleu et blanc).
- Le Tennis Club Ouramdane M'Hamed avec ses 12 terrains en terre battue.
- Le Stade Communal et ses terrains annexes à Diar El Djemaa.
- La Salle omnisports à la cité de Bachdjarah.
- La Salle de musculation Bachdjarah 3 "CHERGUI"
- Le terrain de handball du club BAHDJA a Bachdjerrah 1 appelé "TIF"

La plupart des habitants supportent USM El Harrach est le club dominant dans ce
Secteur